# Petrus Höök
Petrus Höök, född 1654 i Lönneberga socken, Kalmar län, död 27 augusti 1717 i Lönneberga socken, Kalmar län, var en svensk präst i Lönneberga församling. 

## Biografi
Petrus Höök föddes 1654 i Lönneberga socken. Han var son till kyrkoherden Nicolaus Petri Höök och Ingeborg Sunesdotter. Höök blev 1683 student vid Lunds universitet, Lund och prästvigdes 29 mars 1686. Han blev 1698 kyrkoherde i Lönneberga församling, Lönneberga pastorat. Han avled 27 augusti 1717 i Lönneberga socken.

### Familj
Höök gifte sig 2 november 1690 med Margareta Eriksdotter Bruun (död 1742) från Västervik. De fick tillsammans barnen Margareta (1693–1759), Erik och Katarina.